# La región más transparente

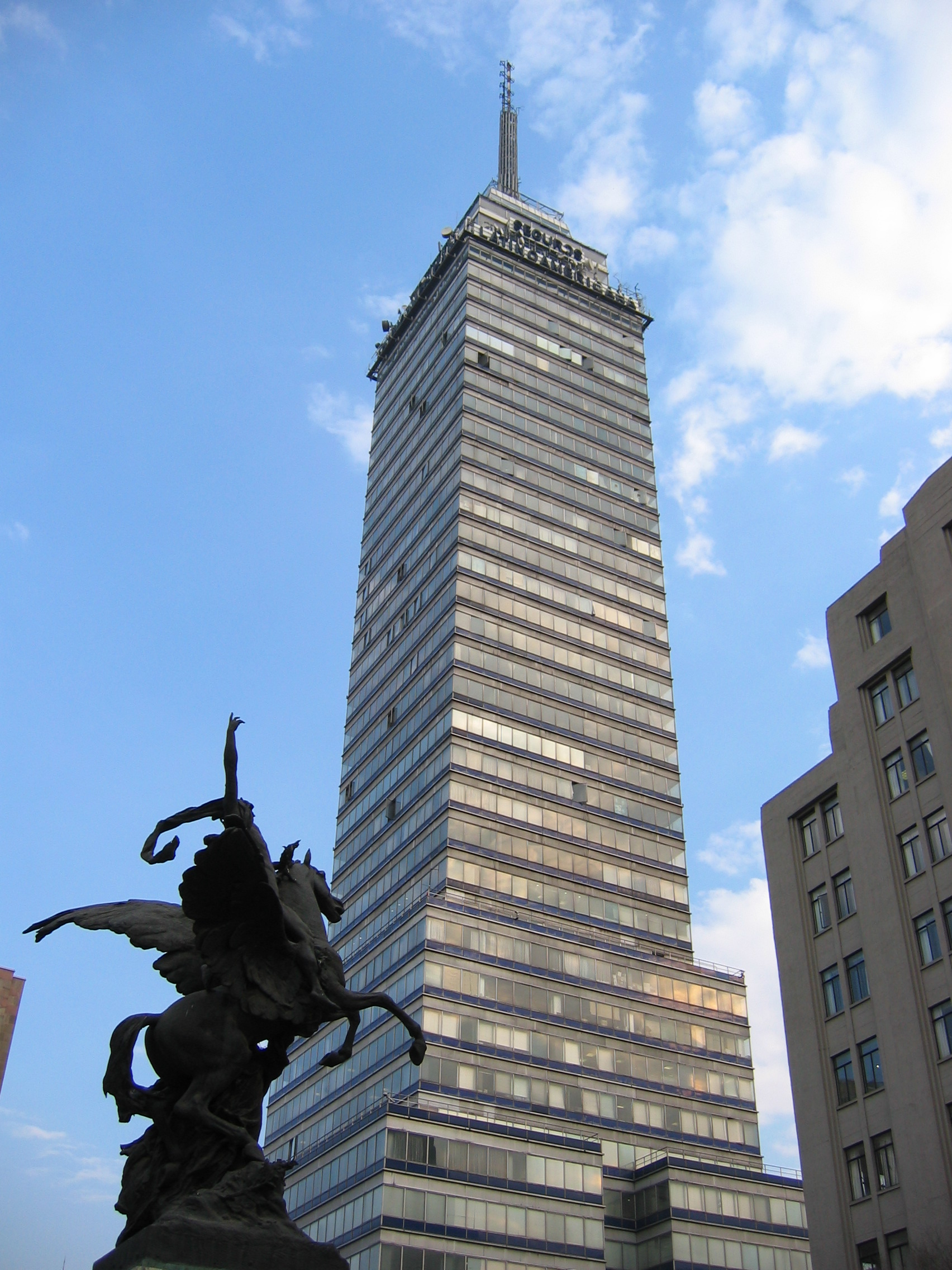
La Torre Latinoamericana (en la imagen) apareció como portada de las primeras ediciones de La región más transparente, a pesar de que en el texto no se menciona.

La región más transparente es una novela del escritor mexicano Carlos Fuentes que fue publicada en 1958. Se considera la obra precursora del llamado boom de la nueva novela hispanoamericana.

## Creación
La región más transparente fue la primera novela escrita por Carlos Fuentes. El autor comenzó a escribirla cuando tenía 25 años de edad y fue publicada por primera vez cuando tenía 29 años. Cuando Carlos Fuentes comenzó a escribir esta novela consideró que la temática del campo mexicano, la influencia de la revolución en el mismo y la descripción de sus cacicazgos, ya había sido tratada por Juan Rulfo en la novela Pedro Páramo, por tal motivo, decidió ocuparse en describir y narrar la realidad urbana de la Ciudad de México a la manera de Manhattan Transfer de John Dos Passos o del Berlin Alexanderplatz de Alfred Döblin. Fuentes utilizó un estilo narrativo que plasma el léxico de los diferentes estratos sociales de la ciudad —tal y como lo hizo Balzac—, de tal suerte que se identifican varias tonalidades del español mexicano, los extranjerismos y las intromisiones de los acentos extranjeros de inmigrantes españoles y argentinos, la forma del habla de la burguesía y la forma popular de los barrios de la ciudad.
El título de La región más transparente fue inspirado en la frase que pronunció el viajero Alexander von Humboldt para referirse al valle de la Ciudad de México, la cual también fue utilizada como epígrafe por Alfonso Reyes en su obra Visión de Anáhuac de 1917. En 1804, Humboldt se refirió al valle de la Ciudad de México con asombro por su "extraña reverberación de los rayos solares en la masa montañosa de la altiplanicie central, donde el aire se purifica". En 1959, Reyes le escribió a Fuentes: "si yo hubiera conocido el carácter de tu novela cuando me pediste permiso de bautizarla con mis palabras, hubiera dudado en concedértelo, pues siempre hay lectores y críticos malévolos que pueden atribuirte el deseo de lanzarme un sarcasmo". Carlos Fuentes dio a conocer algunos anticipos o fragmentos de esta obra en la Revista de Literatura Mexicana en 1955 cuando publicó "La línea de la vida" —que en la novela aparece como el capítulo de "Gervasio Pola"— y "Maceualli". Por otra parte el capítulo "Calavera del quince" se incluyó en Cuentistas mexicanos modernos, antología recopilada por Emmanuel Carballo. Finalmente, la primera edición de La región más transparente fue publicada por el Fondo de Cultura Económica en mayo de 1958.

## Argumento

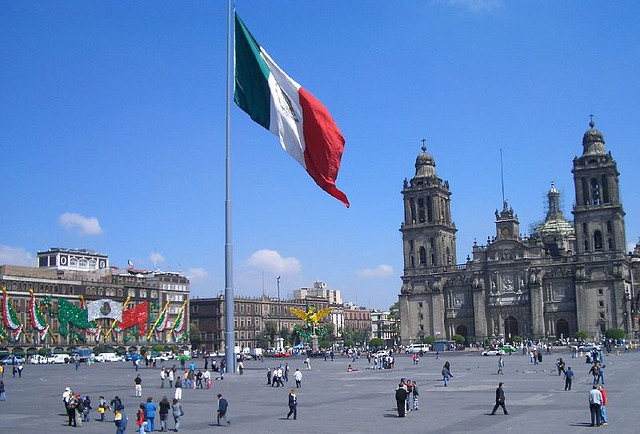
En 1917, Alfonso Reyes utilizó la frase "Viajero: has llegado a la región más transparente del aire" como epígrafe de su ensayo Visión de Anáhuac, describiendo al valle de México y el paisaje físico que encontraron en él los conquistadores en el. La usó más tarde (1951) en su escrito Palinodia del polvo: "¿Es ésta la región más transparente del aire? ¿Qué habéis hecho, entonces, de mi valle metafísico? ¿Por qué se empaña, por qué se amarillece?". En 1958, Carlos Fuentes tituló su primera novela como La región más transparente, cuyo protagonista principal es la misma ciudad.

A pesar de que se describen fragmentos de la vida de una gran cantidad de personajes, cuyas historias llegan a entrelazarse, el protagonista real de la novela es la propia ciudad. La mayor parte de las historias de los personajes ocurren en la década de 1950, época de la primera generación del México postrevolucionario, no obstante las narraciones del pasado de algunos personajes comienzan en 1900, de esta forma el cuadro cronológico de la novela abarca desde los años finales del porfiriato hasta el alemanismo. Pero es la ciudad la que realmente abriga o destruye a los personajes, a los aristócratas, a los nuevos ricos, a los toreros, a los filósofos, a los obreros, a las prostitutas, a los periodistas, y a todos sus habitantes.
En la novela se hace recurrente la crítica al sistema político y social de México especialmente al fracaso de la Revolución mexicana, contrario al discurso triunfalista oficial del gobierno, así como a las traiciones cometidas por quienes lucharon entre sus filas y medraron a sus expensas. La técnica narrativa rompe con la linealidad del pasado, presente y futuro, las historias de los personajes se mueven y presentan de forma simultánea sin ningún orden. De acuerdo al propio Carlos Fuentes, el objetivo de la novela es retratar el punto de intersección del profundo cambio social de la sociedad del México postrevolucionario con el destino individual de los personajes.

## Personajes
Los personajes representan las transformaciones que la Revolución mexicana infligió en los diferentes actores de la sociedad mexicana. El ancien régime del porfiriato y sus hacendados es representado por la familia De Ovando. Los nuevos ricos, o burgueses, que lucraron durante la revolución para ascender en la escala social son representados por Federico Robles quien era un simple peón que se convirtió en banquero potentado. Asimismo se representa a los nuevos profesionistas, intelectuales, sirvientas, ruleteros, juniors, estudiantes, poetas, aristócratas internacionales, aventureros, prostitutas, burócratas, espaldas-mojadas, líderes sindicales, abogados, periodistas, ferrocarrileros, embajadores, etc. Destaca Ixca Cienfuegos quien es un intelectual que hace de conciencia de otros personajes, es un sobreviviente de la urbe que da testimonio de su tránsito, representa a la clase marginada, en ocasiones su diálogo es poético pero a la vez critica a la ciudad y al país que nunca termina de construirse. Ixca Cienfuegos y su madre, Teódula Moctezuma, son una especie de guardianes de la ciudad, sus arquetipos vivos y reales representan el pasado indígena mágico y religioso.
Al inicio de la novela, Fuentes proporciona un cuadro cronológico y la agrupación de algunos personajes para facilitar la comprensión de la narrativa al lector:
| - Los De Ovando - Francisco de Ovando, latifundista - Lorenza de Ovando - Joaquín de Ovando - Fernanda de Ovando - Benjamín de Ovando - Lucas de Ovando - Angélica de Ovando - Pimpinela de Ovando - Los burgueses - Federico Robles - Norma Larragoiti de Robles - Roberto Régules - Silvia Régules - Betina Régules - Jaime Ceballos - Juan Felipe Couto - Jenaro Arriaga - Los inteligentes - Estévez - Bernardo Supratous - López Wilson - Luis Pineda - Pablo Berea - Jesús de Olmos - Ramón Frías - Jorge Taillén - Roberto Ladeira - Tomás Mediana - Chino Taboada | - Los Zamacona - Padre Agustín Zamacona - Ana María Zamacona - Felipe Zamacona, capitán de Huerta - Mercedes Zamacona - Manuel Zamacona - Los satélites - Junior, hijo de millonarios - Pichi, estudiante de Filosofía - Bobó Gutiérrez, organizador de fiestas - Pedro Caseaux - Charlotte García - Gus - Cuquita - Gloria Balceta - Paco Dlquinto - Juliette - Chicho - Lopitos - Los revolucionarios - Froilán Reyero, primo de Federico Robles - Pedro Ríos, soldado maderista - Sindulfo Mazotl, solado zapatista - General Inés Llanos, huertista - Librado Ibarra, abogado sindical - Feliciano Sánchez, líder obrero - Los guardianes - Ixca Cienfuegos - Teódula Moctezuma | - Los Pola - Gervasio Pola, oficial de la Revolución. - Rosenda Zubarán de Pola - Rodrigo Pola - Los extranjeros - Príncipe Vampa, cocinero que se hace pasar por noble - Dardo Moratto, escritor argentino - Natasha, cantante rusa - Contessa Aspacúccoli, alemana - Conte Lemini, aventurero texano - Fabio Milós, poeta sudamericano - Soapy Ainsoworth, estadounidense - Pinky, príncipe serbio - Simón Evrahim, sirio-libanés - El pueblo - Gladys García, fichera - Juan Morales, ruletero - Rosa Morales - Pepe, Juan y Jorge Morales - Pioquinto - Magdalena - Fidelio - Gabriel - Pepa - Doña Serena, soldadera de Pancho Villa - Palomo, sargento de la División del Norte - Beto, ruletero - Tuno, obrero - Fifo - Hortensia Chacón, mecanógrafa - Donaciano, burócrata |

## Edición conmemorativa
En 2008, por iniciativa de José G. Moreno de Alba —entonces director de la Academia Mexicana de la Lengua— se publicó una edición conmemorativa de La región más transparente para rendir homenaje al autor por sus 80 años de vida, así como para celebrar el cincuentenario de la primera publicación de la obra.
Carlos Fuentes fue miembro honorario de la Academia Mexicana de la Lengua, y como tal, la Academia tenía previsto rendirle un homenaje como acostumbra hacerlo con todos los académicos octogenarios. En un principio, Moreno de Alba propuso publicar una edición conmemorativa a nivel nacional a través de la Academia Mexicana de la Lengua, pero el secretario Gonzalo Celorio recomendó realizar una publicación más ambiciosa involucrando a la Real Academia Española y a la Asociación de Academias de la Lengua Española.
De esta forma se llevó a cabo la publicación conmemorativa, la cual fue presentada el 28 de noviembre de 2008 durante la Feria Internacional del Libro de Guadalajara y dentro del marco de los homenajes al escritor. La editorial Alfaguara fue la encargada de preparar la edición de lujo con un tiraje inicial de 400 000 ejemplares. El enorme tiraje permitió que el precio de venta de cada ejemplar fuese muy asequible a los lectores.